# Ichthyosis hystrix Curth-Macklin
Die Ichthyosis hystrix Curth-Macklin (IHCM) ist eine Form der sehr seltenen, zu den Ichthyosen zählenden angeborenen Hauterkrankung Ichthyosis hystrix mit den Hauptmerkmalen einer ausgeprägten braun bis grauen Hyperkeratose mit warzen- oder stachelartigen Plattenbildungen hauptsächlich an den Extremitäten.
Synonyme sind: englisch Disorder of Cornification 8, Curth-Macklin Type; DOC 8, Curth-Macklin Type
Die Bezeichnung bezieht sich auf die Autoren der Erstbeschreibung aus dem Jahre 1954 durch die deutsch-amerikanische Hautärztin Helen Ollendorff Curth (1899–1982) und die US-amerikanische Humangenetikerin Madge Thurlow Macklin (1893–1962).

## Verbreitung
Die Häufigkeit wird mit unter 1 zu 1.000.000 angegeben, bislang wurde über 6 Familien berichtet. Die Vererbung erfolgt autosomal-dominant.

## Ursache
Der Erkrankung liegen Mutationen im KRT1-Gen auf Chromosom 12 Genort q13.13 zugrunde, welches für Keratin 1 kodiert.

## Klinische Erscheinungen
Klinische Kriterien sind:
- Bei Geburt noch normale Haut
- Ausgeprägte Hyperkeratose in früher Kindheit beginnend, gelb-bräunlich oder grau mit pflastersteinartigen, dornigen oder warzenartigen Hautverdickungen
- Verteilungsmuster meist diffus, betont auf den Streckseiten der Extremitäten
- Im Verlauf Zunahme mit Hautrissen und Blutungen
- Neigung zu Infektionen
- Keine Erythrodermie

Mögliche Folgen können Kontrakturen, Gangrän und Verlust von Fingern oder Zehen sein, auch Nageldystrophie kann auftreten.

## Differentialdiagnose
Abzugrenzen sind:
- Epidermolytische Ichthyose
- Epidermolytisches Palmoplantarkeratoderma
- Erythrokeratodermia variabilis
- Keratitis-Ichthyosis-Taubheit-Syndrom; KID[6]